# سزیم کربنات
کربنات سزیم (به انگلیسی: Caesium carbonate) با فرمول شیمیایی Cs۲CO۳ یک ترکیب شیمیایی با شناسه پاب‌کم ۱۰۷۹۶ است. که جرم مولی آن 325.82 g/mol می‌باشد. شکل ظاهری این ترکیب، پودر سفید است.